# Las Condes
Las Condes är en kommun i provinsen Santiago som ingår i staden Santiagos storstadsområde. Human Development Index är 0.933, vilket är den näst högsta siffran i Chile och jämförbart med de mest utvecklade industriländerna. Den genomsnittlig hushållsinkomsten är 67672 US$ (PPP), och Las Condes är således den välbärgade delen av Santiago.

## Galleri

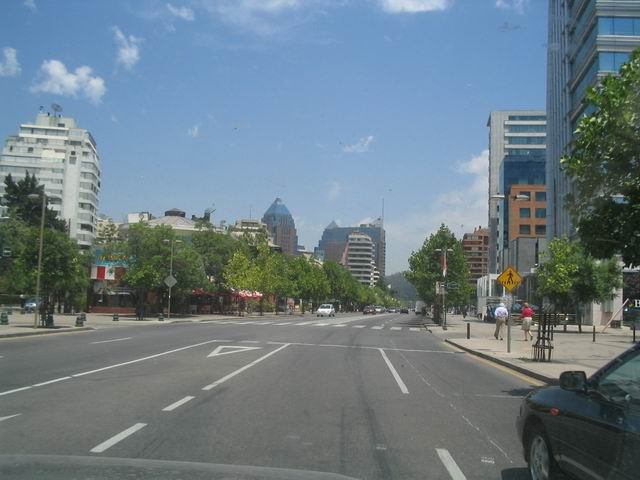
Gatuvy
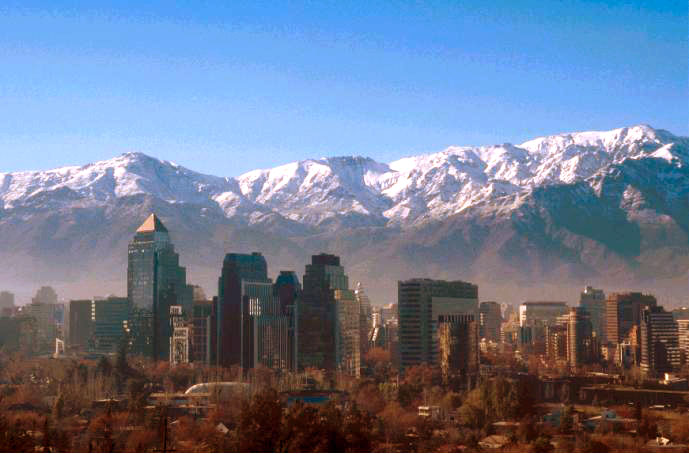
Översiktsbild
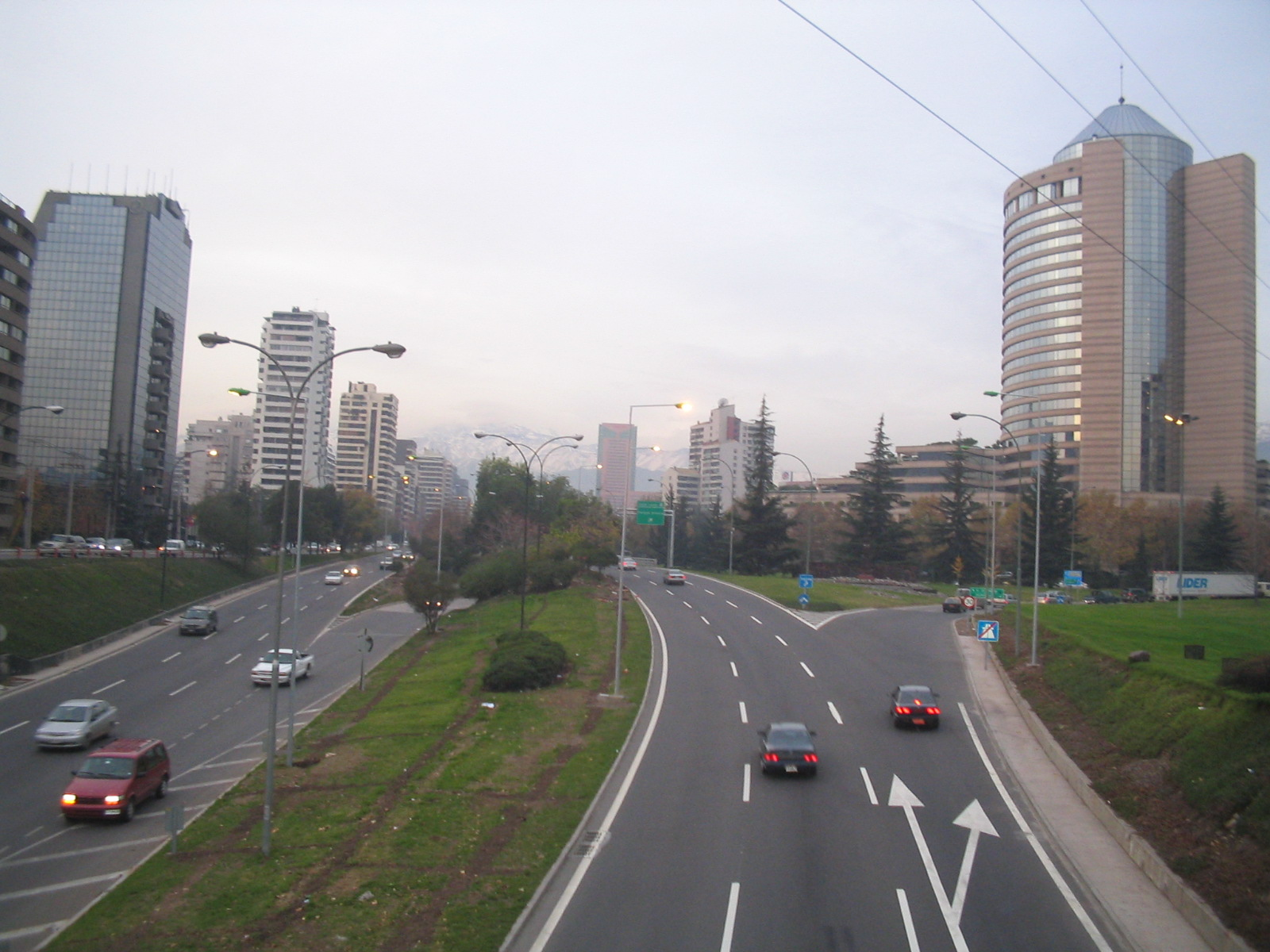
Kennedy-avenyn